# Мохо-Билондо
Мохо-Билондо (англ. Moho-Bilondo) — группа нефтяных месторождений в Республике Конго. В акватории Атлантического океана на 80 км от побережья. Открыто в 2000 году, было введено в эксплуатацию в апреле 2008 году. Глубина океана в районе месторождения достигает 500—900 м.
В группу входят несколько месторождении: Мохо-Саут, Мохо-Норт, Билондо и Моби-Марин.
Участие в месторождение поделено между компаниями Total (53,5 %), Chevron (31,5 %) и государственная SNP (15 %). Добыча ведется на уровне до 90 тыс.барр./сут из 14 скважин, подключенных к плавучей добывающей платформе. Нефть по трубопроводу поступает на терминал Джено.